# Lycorma meliae
Lycorma meliae är en insektsart som beskrevs av Kato 1929. Lycorma meliae ingår i släktet Lycorma och familjen lyktstritar. Inga underarter finns listade i Catalogue of Life.